# Modena Football Club 1925-1926
Questa voce raccoglie le informazioni riguardanti il Modena Football Club nelle competizioni ufficiali della stagione 1925-1926.

## Stagione
In questa stagione disputò il girone A e chiuse il campionato al 3º posto.

## Divise
| Prima divisa |

## Rosa
| N. |                   | Ruolo | Calciatore          |
| -- | ----------------- | ----- | ------------------- |
|    | Italia (bandiera) | P     | Fausto Brancolini   |
|    | Italia (bandiera) | P     | Arturo Policaro     |
|    | Italia (bandiera) | D     | Fausto Boni         |
|    | Italia (bandiera) | D     | Rolando Camurri     |
|    | Italia (bandiera) | D     | Ferdinando Contini  |
|    | Italia (bandiera) | D     | Vittorio Scacchetti |
|    | Italia (bandiera) | D     | Renzo Vandelli      |
|    | Italia (bandiera) | C     | Bruno Dugoni        |
|    | Italia (bandiera) | C     | Giuseppe Mazzoli    |
|    | Italia (bandiera) | C     | Aldo Pedrazzi       |
|    | Italia (bandiera) | C     | Bonifacio Scaltriti |

| N. |                     | Ruolo | Calciatore           |
| -- | ------------------- | ----- | -------------------- |
|    | Italia (bandiera)   | C     | Giorgio Tedeschini   |
|    | Italia (bandiera)   | C     | Italo Breviglieri    |
|    | Italia (bandiera)   | A     | Giuseppe Forlivesi   |
|    | Italia (bandiera)   | A     | Luciano Manzotti (I) |
|    | Italia (bandiera)   | A     | Alfredo Mazzoni      |
|    | Ungheria (bandiera) | A     | Ferenc Olvedi        |
|    | Italia (bandiera)   | A     | Camillo Silingardi   |
|    | Italia (bandiera)   | A     | Aroldo Vaccari       |
|    | Italia (bandiera)   | A     | Luciano Vezzani      |
|    | Ungheria (bandiera) | A     | Róbert Winkler       |

## Risultati

### Prima Divisione

#### Girone A

##### Girone di andata
| Arbitro: | Vedda (Vercelli) |

|                     |           |            |
| Rivolo 46’ Neri 50’ | Marcatori | 31’ Olvedi |

| Arbitro: | Asei Conte (Vercelli) |

|  |           |             |
|  | Marcatori | 75’ Vezzani |

| Arbitro: | Bistoletti (Milano) |

|                                                              |           |                        |
| Breviglieri 5’ Olvedi 10’, 77’, 81’ Manzotti 25’ Vezzani 40’ | Marcatori | 35’ Badiani 58’ Favati |

| Arbitro: | Dani (Genova) |

|                     |           |  |
| Della Valle III 61’ | Marcatori |  |

| Arbitro: | Asei Conte (Vercelli) |

|                                          |           |                         |
| Olvedi 40’ (rig.), 70’ Breviglieri I 59’ | Marcatori | 7’ Giuliani 20’ Bonardi |

| Arbitro: | Dani (Genova) |

|                                                |           |  |
| Gabba 5’ Migliavacca 13’ Greppi 21’ Nebbia 81’ | Marcatori |  |

| Arbitro: | Bistoletti (Milano) |

|            |           |               |
| Winkler 5’ | Marcatori | 56’ Libonatti |

| Arbitro: | Bellandi (Milano) |

|                                                            |           |             |
| Winkler 31’ (rig.), 47’, 55’ Breviglieri 35’ Scaltriti 89’ | Marcatori | 45’ Pollack |

| Arbitro: | Livraghi (Milano) |

|  |           |                    |
|  | Marcatori | 83’ (rig.) Winkler |

| Arbitro: | Asei Conte (Vercelli) |

|  |           |                                  |
|  | Marcatori | 19’ Manzotti 32’ It. Breviglieri |

| Arbitro: | Bortoletti (Venezia) |

|                                  |           |  |
| L. Manzotti 23’ Vezzani 61’, 73’ | Marcatori |  |

##### Girone di ritorno
| Arbitro: | Germani (Padova) |

|                                                                   |           |  |
| Dugoni 38’ Winkler 44’ (rig.), 80’ Vezzani 46’, 56’ Scaltriti 60’ | Marcatori |  |

| Arbitro: | Magliulo (Livorno) |

|                               |           |  |
| Winkler 35’ (rig.) Dugoni 75’ | Marcatori |  |

| Arbitro: | Moro (Sampierdarena) |

|                   |           |  |
| Bracci 40’ (rig.) | Marcatori |  |

| Modena 28 marzo 1926 15ª giornata | Modena              | 0 – 0 | Bologna | Campo di Viale Fontanelli\| Arbitro: \| Bistoletti (Milano) \| |
| Arbitro:                          | Bistoletti (Milano) |       |         |                                                                |

| Arbitro: | Casetta (Milano) |

|                            |           |                                  |
| Giuliani 5’ B. Frisoni 11’ | Marcatori | 18’ It. Breviglieri 74’ Manzotti |

| Arbitro: | Bruna (Venezia) |

|                                |           |                     |
| Olvedi 16’ Winckler 71’ (rig.) | Marcatori | 14’, 26’, 44’ Gabba |

| Arbitro: | Sguerso (Savona) |

|                               |           |             |
| Janni 14’, 67’ Baloncieri 74’ | Marcatori | 15’ Vezzani |

| Arbitro: | Salvagno (Venezia) |

|                               |           |            |
| Semintendi 8’, 29’ Agosti 89’ | Marcatori | 45’ Olvedi |

| Arbitro: | Turra (Padova) |

|                                                         |           |                 |
| Vaccari 31’ Vezzani 32’ It. Breviglieri 70’ Mazzoni 72’ | Marcatori | 48’ R. D'Aquino |

| Arbitro: | De Renzis (Genova) |

|                                |           |                             |
| Silingardi 17’, 30’ Olvedi 73’ | Marcatori | 47’ G. Chiecchi 68’ Morandi |

| Arbitro: | Dani (Genova) |

|                       |           |                     |
| Bellini 72’ Conti 86’ | Marcatori | 15’ It. Breviglieri |

## Statistiche

### Statistiche di squadra
| Competizione               | Punti | In casa | In casa | In casa | In casa | In casa | In casa | In trasferta | In trasferta | In trasferta | In trasferta | In trasferta | In trasferta | Totale | Totale | Totale | Totale | Totale | Totale | DR  |
| Competizione               | Punti | G       | V       | N       | P       | Gf      | Gs      | G            | V            | N            | P            | Gf           | Gs           | G      | V      | N      | P      | Gf     | Gs     | DR  |
| -------------------------- | ----- | ------- | ------- | ------- | ------- | ------- | ------- | ------------ | ------------ | ------------ | ------------ | ------------ | ------------ | ------ | ------ | ------ | ------ | ------ | ------ | --- |
| Prima Divisione - girone A | 25    | 11      | 8       | 2       | 1       | 35      | 12      | 11           | 3            | 1            | 7            | 10           | 18           | 22     | 11     | 3      | 8      | 45     | 30     | +15 |

### Statistiche dei giocatori
| Giocatore          | Prima Divisione | Prima Divisione |
| Giocatore          | Presenze        | Reti            |
| ------------------ | --------------- | --------------- |
| F. Boni            | 17              | 0               |
| F. Brancolini      | 22              | -30             |
| I. Breviglieri (I) | 22              | 7               |
| R. Camurri         | 3               | 0               |
| F. Contini         | 1               | 0               |
| B. Dugoni          | 17              | 2               |
| G. Forlivesi       | 2               | 0               |
| L. Manzotti (I)    | 3               | 0               |
| L. Manzotti (II)   | 16              | 3               |
| G. Mazzoli         | 9               | 0               |
| A. Mazzoni         | 8               | 1               |
| F. Olvedi          | 18              | 9               |
| A. Pedrazzi        | 18              | 0               |
| V. Scacchetti      | 22              | 0               |
| B. Scaltriti       | 17              | 2               |
| C. Silingardi      | 4               | 2               |
| G. Tedeschini (I)  | 2               | 0               |
| A. Vaccari         | 2               | 1               |
| R. Vandelli (III)  | 2               | 0               |
| L. Vezzani         | 22              | 7               |
| R. Winkler         | 15              | 9               |